# فوردورف
فوردورف (به آلمانی: Vordorf) یک شهر در آلمان است که در گیفهورن واقع شده‌است. فوردورف ۳٬۳۳۳ نفر جمعیت دارد.